# Rucentra
Rucentra is een kevergeslacht uit de familie van de boktorren (Cerambycidae). De wetenschappelijke naam van het geslacht werd voor het eerst geldig gepubliceerd in 1931 door Schwarzer.

## Soorten
Rucentra omvat de volgende soorten:
- Rucentra celebensis Breuning, 1943
- Rucentra dammermani Schwarzer, 1931
- Rucentra grossepunctata Breuning & de Jong, 1941
- Rucentra melancholica Schwarzer, 1931
- Rucentra ochreopunctata Breuning, 1940
- Rucentra posticata Schwarzer, 1931
- Rucentra punctifrons Breuning, 1940
- Rucentra smetanai Hüdepohl, 1992